# 荒漠蒲公英
荒漠蒲公英（学名：Taraxacum monochlamydeum）是菊科蒲公英属的植物。分布于哈萨克斯坦、阿富汗、印度、巴基斯坦、伊朗以及中国大陆的新疆等地，生长于海拔600米至2,500米的地区，常生长在农田水边、荒漠区汇水洼地、盐渍化草甸或路旁。